# Полібій (міська легенда)

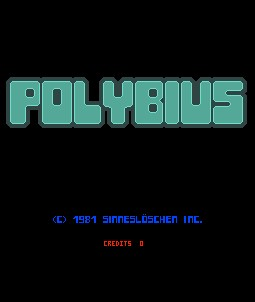
Цей нібито стартовий екран додається до статті на coinop.org.

Polybius — вигадана аркадна гра 1981 року з міської легенди. Легенда описує гру як частину урядового краудсорсингового психологічного експерименту, що проводився у Портленді, штат Орегон. Імовірно, ігровий процес викликав у гравця сильні психоактивні ефекти та звикання. Кажуть, що ці кілька публічних аркадних автоматів періодично відвідували люди в чорному з метою аналізу даних машин і аналізу цих ефектів. Нібито всі аркадні автомати Polybius зникли з аркадного ринку.
Ця міська легенда збереглася в журналістиці відеоігор і завдяки постійному інтересу, і вона надихнула відеоігри з такою ж назвою.

## Легенда

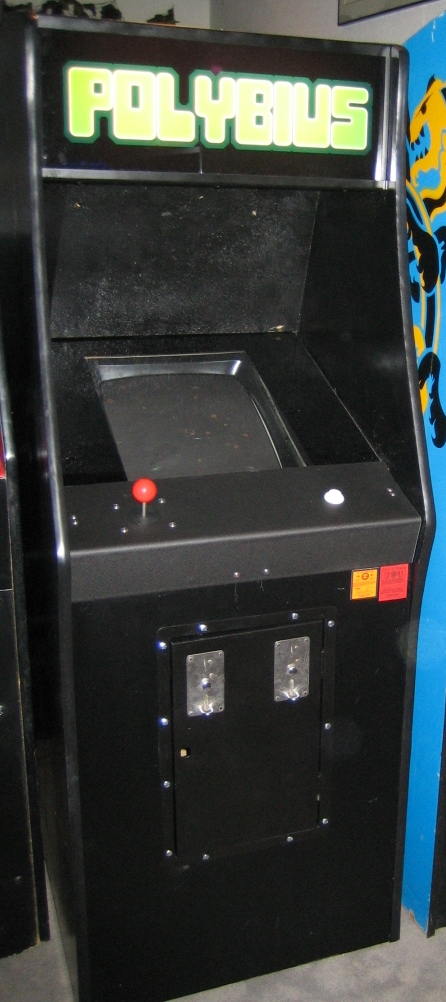
Макет ігрового автомата Полібія, зроблений Rogue Synapse

Згідно міської легенди, в 1981 році в кількох передмістях Портленда, штат Орегон, з'явилася дивовижна аркадна гра, коли нові аркадні ігри були дуже рідкісними. Гра набула неймовірної популярності, аж до залежності, і багато людей чекали в чергах, щоб зіграти, іноді це призводило до конфліктів між гравцями, які бажали наступного ходу. До цієї гри приходили люди в чорному і, схоже, збирали незрозумілі дані з машин, які, мабуть, використовувалися для вивчення реакції гравців на психоактивні ефекти гри. Існує припущення, що гравці можуть були під впливом цих психоактивних речовин, оскільки деякі з них досвідчували неприємні наслідки, такі як судоми, амнезія, безсоння, кошмари та галюцинації.
Приблизно за місяць після очікуваного випуску в 1981 році цієї гри, вона раптово зникла, і інформація про неї стала недоступною, що призвело до багатьох загадкових питань.
У більшості облікових записів гри названа компанія Sinneslöschen. Письменник Брайан Даннінг описує це слово як «не зовсім ідіоматичне німецьке» (слово, створене поза нормами вживання німецької мови та граматики), що означає «видалення сенсу» або «сенсорна депривація». Якби це була справжня німецька мова, «Sinneslöschen» вимовлявся б [ˈzɪnəslœʃn̩]. Його значення походять від німецьких слів Sinne («чуття») і löschen («гасити» або «видаляти»), хоча спосіб їх поєднання не є стандартним німецьким; Правильніше було б Sinnlöschen.
Гра має таку саму назву, як класичний грецький історик Полібій, який народився в Аркадії та відомий своїм твердженням, що історики ніколи не повинні повідомляти те, що вони не можуть підтвердити через інтерв'ю з очевидцями.
Перша онлайн-згадка про Полібія — це стаття на coinop.org, написана в 1998 році, яка розширює легенду, заявляючи про володіння файлом зображення ПЗУ з аркадної машини 1981 року, стверджуючи, що автор статті грав у неї, а 16 травня 2009 року обіцяє «принести майбутні оновлення в очікуванні дослідницького польоту до Києва, Україна». Перша відома друкована згадка про Полібія, яка розкриває легенду масовій аудиторії, міститься у випуску GamePro за вересень 2003 року. У художній історії «Секрети і брехня» існування гри було «непереконливим», що сприяло розпалюванню цікавості та поширенню історії.

## Рецепція

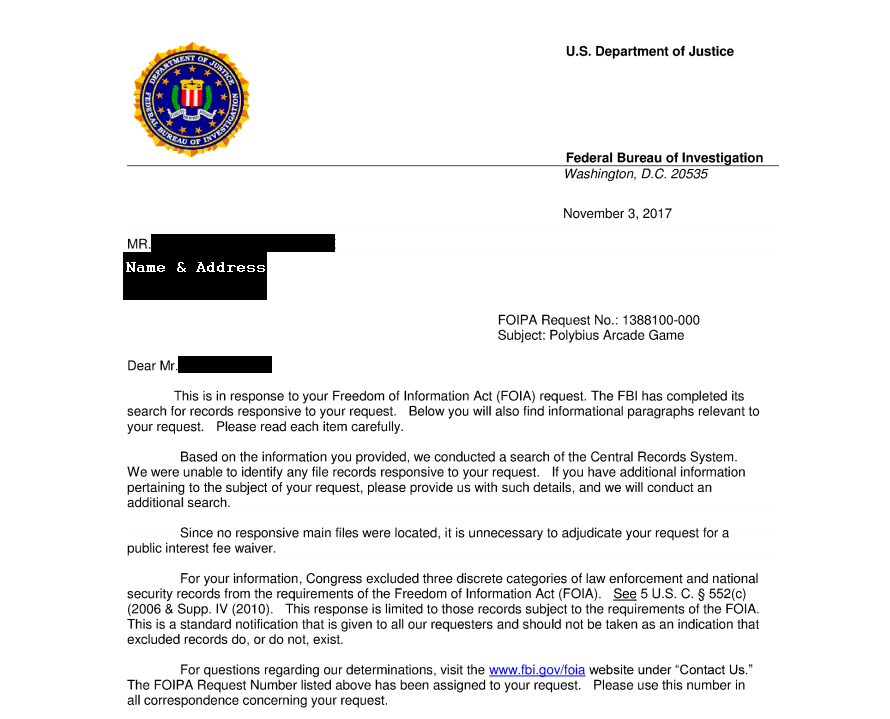
Запит E-FOIA для Полібія не дав результатів

Вважається, що передбачувана оригінальна аркадна гра Polybius ніколи не існувала, а легенда — обман. Snopes.com, вебсайт перевірки фактів, робить висновок, що гра є сучасною версією чуток 1980-х років про «людей у чорному». Це призвело до гіпотези, що уряд проводив якийсь експеримент і надсилав підсвідомі повідомлення гравцям. Журнали та головні новини початку 1980-х років не згадують Полібія. Крім макетів автоматів та ігор, натхненних міфом, жодних автентичних автоматів чи дампів ПЗУ ніколи не було задокументовано.
Скептики та дослідники розходяться в думках щодо того, коли, як і чому почалася історія Полібія. Американський продюсер і автор Брайан Даннінг вважає, що це міська легенда, яка виникла внаслідок суміші впливів 1980-х років. Він звертає увагу на реальні новини про те, що два гравці захворіли в Портленді в один і той же день у 1981 році, один з них втратив свідомість від головного болю мігрені після гри Tempest, а інший страждав від болю в шлунку після гри в Asteroids протягом 28 годин під час знятої на відео спроби побити світовий рекорд на тій же аркаді. Даннінг зазначає, що лише через десять днів Федеральне бюро розслідувань провело рейд у кількох відеозалах у цьому районі, власників яких підозрювали у використанні автоматів для азартних ігор, а напередодні рейду агенти ФБР перевіряли кімнати ігрових автоматів на пошук доказів фальсифікації і запис високих балів. Даннінг припускає, що ці дві події були об'єднані в міську легенду про аркадні автомати, які контролюються урядом, і викликають у гравців хвороби. Він вважає, що такий міф мав бути встановлений до 1984 року, і що він вплинув на сюжет фільму «Останній зоряний винищувач», у якому підліток завербований інопланетянами, які стежать за ним, граючи в таємно розроблену аркадну гру. Даннінг вважає, що «Sinneslöschen» — це та назва, яку створив би нерозмовляючий німецькою мовою, якби він спробував створити складне слово за допомогою англійсько-німецького словника.
Думки скептиків і дослідників щодо походження історії Полібія розділяються. Американський продюсер і автор Брайан Даннінг вважає, що це всього лише міська легенда, яка виникла внаслідок впливу подій 1980-х років. Він приділяє увагу реальним новинам про двох гравців, які зазнали невиправданих страждань в Портленді в 1981 році. Один із них втратив свідомість через мігрень після гри в Tempest, а інший відчув біль в шлунку після гри в Asteroids, коли намагався встановити світовий рекорд на цій аркадній грі протягом 28 годин, і це було зафіксовано на відео.
Згідно Даннінга, лише через десять днів Федеральне бюро розслідувань здійснило рейд у декількох відеозалах у цьому районі, підозрюючи власників у використанні азартних ігрових автоматів. Напередодні рейду агенти ФБР перевірили кімнати зігравших в аркадні ігри на предмет доказів фальсифікації та запису високих балів.
Даннінг вважає, що ці дві події були об'єднані в міську легенду про аркадні автомати, які, за його припущенням, контролюються урядом і спричиняють негаразди серед гравців. Він вірить, що такий міф міг виникнути до 1984 року і вплинути на сюжет фільму «Останній зоряний боєць», де підліток завербовується інопланетянами, які стежать за ним, граючи в таємно розроблену аркадну гру.
Даннінг також вважає, що назва «Sinneslöschen» була б обрана, якщо б німецькомовний чоловік намагався створити складне слово з використанням англійсько-німецького словника.
Інтернет-письменник Патрік Келлог вважає, що гравці, які стверджують, що пам'ятають, що грали або бачили Полібія з 1980-х років, насправді можуть згадувати відеогру Cube Quest. Вона була випущена в аркадах у 1983 році як стрілялка, в яку грають із лазерного диска. Kellogg описує її візуальні ефекти як «революційні» і ті, що набагато випереджають типові ігри того часу. Він стверджує, що часті поломки характерні для ігор на лазерних дисках, тому цю часто видаляли з аркад.
Бен Сільверман із Yahoo! Ігри висловив сумнів щодо існування гри Polybius та ефекту, який вона, за легендою, справляла на своїх гравців. Він зазначив, що відсутні якісь конкретні докази існування гри і перетворення гравців на «балакучих божевільних». Однак він також відзначив, що Polybius має свою особливу цінність як культовий об'єкт, який відображає технічну паранойю епохи.
Ripley's Believe It or Not пішов ще далі, називаючи Polybius «найнебезпечнішою відеогрою, яка ніколи не існувала». Існує також думка, виражена у неординарній історії Орегону, що «легенда може бути правдивою в дуже малій мірі, яку неможливо виміряти». Portland Monthly називає цю історію однією з найбожевільніших міських легенд Портленда і порівнює її з програмою контролю розуму MKUltra, яку проводило ЦРУ в 1950-1970-х роках. Це свідчить про те, наскільки загадковою та інтригуючою є історія Polybius для багатьох людей.

## Спадщина

### Відео ігри
У 2007 році розробники безкоштовних програм і конструктори аркад Rogue Synapse опублікували безкоштовну гру під назвою Polybius для Windows на sinnesloschen.com. Його дизайн частково базується на суперечливому описі аркадної машини Polybius, опублікованому на форумі особою на ім'я Стівен Роуч, який стверджував, що працював над оригіналом. Щоб завершити ілюзію, власник Rogue Synapse доктор Естіл Венс заснував у Техасі корпорацію під назвою Sinnesloschen (без умляуту) у 2007 році. Він передав їй торгову марку «Rogue Synapse» і нещодавно зареєстровану торгову марку на «Polybius». На його вебсайті сказано, що це «спроба відтворити гру Полібія, як вона могла існувати в 1981 році».
У 2016 році Llamasoft анонсувала Polybius для PlayStation 4 із підтримкою PlayStation VR, яка була випущена в магазині PlayStation у вівторок, 9 травня 2017 року На початку маркетингу її співавтор Джефф Мінтер стверджував, що йому дозволили грати в оригінальну аркадну машину Polybius на складі в Бейсінгстоку, Англія. Пізніше він визнав, що його гра була натхненна міською легендою, але не намагався відтворити її передбачуваний геймплей. Гра має центральне камео як «головна визначна пам'ятку» у музичному кліпі Nine Inch Nails «Less Than».

### Інші засоби масової інформації
Полібій зіграв камео в багатьох телесеріалах, таких як «Голдберги» (2013) і «Сімпсони» (2006). Епізодична частина «Локі» (2021) отримала власне визнання в соціальних мережах, зокрема те, що гра здається катастрофічною невід'ємною частиною мультивсесвіту та є ключовим прикладом взаємодії Локі змови з реальністю. Випускник IGN сказав: «Локі має аркадну машину Polybius, і я втрачаю розум». Для «Паперових дівчат» (2022) CBR повідомило, що камео Полібія наділило серіал науковою фантастикою 1980-х і відрізняло його від «Дивних речей» (2016).
«Змова Полібія» — це подкаст із 7 частин, опублікований у 2017 році, адаптація скасованого проєкту художнього фільму.